# Altmuehlopterus
Altmuehlopterus (il cui nome significa "ala del fiume Altmühl") è un genere estinto di pterosauro pterodactyloide vissuto nel Giurassico superiore, circa 150 milioni di anni fa (Titoniano), in quella che oggi la Germania. Il genere contiene una singola specie, ossia A. rhamphastinus, precedentemente conosciuta come "Daitingopterus" (il cui nome significa "ala di Daiting"), oggi un nomen nudum, coniato informalmente nel 2004.

## Descrizione
Si conoscono almeno tre esemplari di Altmuehlopterus, grazie ai quali si conosce l'anatomia quasi completa dell'animale. Il cranio presenta un muso molto allungato e, sebbene nel nome della specie si nominata la somiglianza con il becco di un tucano, dalla forma triangolare. Le file di denti della mascella e della mandibola sono dritte, e i denti robusti ed ampiamente distanziati si estendono alle punte rostrali delle fauci. Ciò differisce dalla situazione presente in Germanodactylus cristatus, dove le punte rostrali delle fauci sono sdentate.
La superficie superiore del cranio presenta una bassa cresta ossea che corre dalla porzione centrale del muso alla parte posteriore del cranio. In vita, probabilmente, la cresta cranica era molto più grande e formata da tessuti molli, molto più alta e a forma di ventaglio. Altmuehlopterus è uno pterosauro di piccole dimensioni, con un'apertura alare di circa 1,1 metri (3,5 piedi), circa le stesse dimensioni d molte specie di falco.

## Classificazione
Molte analisi filogenetiche, come quella condotta da Nick Longrich e colleghi (2018), posizionano Altmuehlopterus come parente stretto di Germanodactylus. A loro volta, hanno scoperto che i germanodactylidi sono i primi membri della discendenza degli Archaeopterodactyloidea. Alternativamente, Maisch e colleghi (2004) hanno posizionato Altmuehlopterus fuori da un lignaggio contenente Germanodacylus e Dsungaripteridae. Vidovic e Martill hanno anche scoperto che Altmuehlopterus era più basale di Germanodactylus, ma con una topologia significativamente diversa da quella di Maisch e colleghi. Scoprirono anche che sia Altmuehlopterus sia Germanodactylus risiedono appena fuori un grande lignaggio ornithocheiroidi e azhdarchoidi.

## Scoperta e denominazione
Nel 1851, Johann Andreas Wagner nominò una nuova specie di Ornithocephalus (un nome ormai obsoleto per indicare il genere Pterodactylus), ossia Ornithocephalus ramphastinus. Il nome specifico, ramphastinus, fa riferimento al genere di tucano Ramphastos, in riferimento al grande muso simile ad un becco dello pterosauro. Nel 1859/1860, Christian Erich Hermann von Meyer corresse il nome specifico in rhamphastinus. Anche se ciò non era corretto secondo gli standard moderni, la nuova ortografia è diventata valida e accettata e utilizzata dagli autori successivi, ai sensi dell'articolo ICZN 33.3.1.
L'olotipo, BSP AS.I.745, fu probabilmente trovato a Mörnsheim vicino a Daiting in uno strato del Malm Zeta 3, risalente al Titoniano. L'esemplare consiste in uno scheletro parzialmente articolato con teschio, conservato su una lastra e una controlastra.
Nel 1871, Harry Govier Seeley incluse l'esemplare nel materiale tipo di Diopecephalus, senza, tuttavia, designarlo come l'olotipo di questo genere. Per questo motivo, Peter Wellnhofer si sentì libero di nominare l'esemplare come una seconda specie di Germanodactylus nel 1970: Germanodactylus rhamphastinus. Nel 2004, Michael Maisch concluse che l'esemplare rappresentava un nuovo genere, che venne indicato come "Daitingopterus" in un diagramma. Tuttavia, il nome rimase un nomen nudum.
Nel 2017, Steven Vidovic e David Martill hanno validamente nominato un genere distinto Altmuehlopterus. Il nome generico combina un riferimento al fiume Altmühl, che attraversa Solnhofen, con il suffisso greco latinizzato pteron ossia "ala".